# Classe D (rischio teratogenico ADEC)
La classe D di rischio teratogeno secondo la classificazione operata dall'Australian Drug Evaluation Committee (ADEC) include quei farmaci che hanno provocato, si sospetta siano causa o si prevede possano causare una maggiore frequenza di malformazioni o danni irreversibili.

## A
- Adapalene[1]
- Albendazolo[2]
- Altretamina
- Amikacina[3]
- Aminoglutetimide[4]
- Amsacrina
- Artemetere e lumefantrina
- Atorvastatina[5]
- Azatioprina[6]

## B
- Basiliximab
- Bevacizumab
- Bleomicina
- Busulfan

## C
- Candesartan cilexetil[7]
- Capecitabina
- Captopril[8]
- Carbamazepina[9][10]
- Carboplatino
- Carboprost
- Carmustina
- Cerivastatina[5]
- Cetrorelix
- Cetuximab
- Chinino[11] (trattamento)
- Ciclofosfamide
- Cidofovir[12]
- Cilazapril[8]
- Cisplatino
- Citarabina
- Cladribina
- Clorambucile
- Clorochina[13] (trattamento)

## D
- Dacarbazina
- Daclizumab
- Dactinomicina
- Danazol[14]
- Dasatinib
- Daunorubicina
- Deferiprone
- Demeclociclina[15]
- Diidrogesterone[16]
- Docetaxel
- Dofetilide
- Doxiciclina[15]
- Doxirubicina

## E
- Efavirenz
- Enalapril[8]
- Epirubicina
- Eprosartan[7]
- Estramustina
- Estrogeni coniugati
- Etoposide
- Etosussimide[17]

## F
- Fenindione[18]
- Fenitoina sodica[9][19]
- Fenobarbital[9][20]
- Fensuccimide[17]
- Fluconazolo[21]
- Fludarabina
- Fluorouracile
- Fluoximesterone[22]
- Fluvastatina[5]
- Follitropina alfa (conosciuta anche come ormone follicolo-stimolante - FSH)
- Fosinopril[8]
- Fotemustina
- Fulvestrant

## G
- Ganciclovir[23]
- Ganirelix
- Gemcitabina
- Gentamicina[3]
- Gestrinone[24]
- Goserelina[25]

## I
- Idarubicina
- Idrossiclorochina[13]
- Idrossiprogesterone[16]
- Idrossiurea
- Ifosfamide
- Imatinib
- Interferone beta-1a[26]
- Interferone beta-1b[26][27]
- Irbesartan[7]
- Irinotecan
- Isotretinoina[28](per uso topico - dermatologico)
- Ivabradina

## K
- Kanamicina[3]

## L
- Lamotrigina[29]
- L-asparaginasi (conosciuta anche come colaspasi)
- Letrozolo[25]
- Leuprorelina[25]
- Lisinopril[8]
- Lomustina
- Losartan[7]

## M
- Medrossiprogesterone[16] (alta dose, orale e intramuscolo)
- Megestrolo[16]
- Melfalan
- Mercaptopurina
- Metenolone[22]
- Metilfenobarbital[9][20]
- Metotrexato
- Metsuccimide[17]
- Micofenolato mofetile[30]
- Minociclina[15]
- Mitomicina
- Mitoxantrone
- Mustina

## N
- Nafarelina[25]
- Nandrolone[22]
- Neomicina[3]
- Netilmicina[3]
- Nicotina[31] (transdermale e in chewing gum)
- Noretisterone[16]

## O
- Olmesartan
- Oxaliplatino
- Oxandrolone[22]
- Oxcarbazepina
- Oximetolone[22]

## P
- Paclitaxel
- Paroxetina[5][32]
- Pemetrexed disodio
- Penicillamina[33]
- Perindopril[8]
- Pravastatina[5]
- Primachina fosfato[34]
- Primidone[9][20]
- Procarbazina
- Proteina osteogenica 1

## Q
- Quinapril[8]

## R
- Raltitrexed
- Ramipril[8]
- Rosuvastatina

## S
- Sali di litio[35]
- Samario 153Sm
- Simvastatina[5]
- Sorafenib
- Sultiame[17]
- Sunitinib

## T
- Tasonermina
- Tegafur
- Telmisartan
- Temozolomide
- Teniposide
- Testosterone[22]
- Tetraciclina[15]
- Tetracosactrina[36]
- Tibolone
- Tigeciclina
- Tioguanina
- Tiotepa
- Tobramicina[3]
- Topotecan
- Trandolapril[8]
- Tretinoina[37] (uso topico sotto forma di crema)
- Triptorelina

## V
- Valganciclovir
- Valproato di sodio[9][38] (acido valproico)
- Valsartan[7]
- Vigabartrin[17]
- Vinblastina
- Vincristina
- Vindesina
- Vinorelbina tartrato
- Vitamina A[39]

## W
- Warfarin[40]

## Z
- Zalcitabina[41]